# Gli astronomi
Gli astronomi è un film del 2002 diretto da Diego Ronsisvalle.
Le riprese sono state effettuate ad Acireale, Catania e Monte Argentario.

## Trama
Gli astronomi Peters e Wittelsberg provenienti da Nord Europa arrivano ad Acireale nel 1843 con l'incarico di realizzare una meridiana nella cattedrale. Pur essendo sostenuti dal canonico Stupendo (che ritiene l'opera utile ai fini della propria carriera ecclesiastica) ed avendo l'avallo del vescovo di Catania essi si scontrano con la dura ostilità della popolazione locale. Wittelsberg abbandona ben presto l'opera mentre Peters resiste pur sempre avvolto dalla contrarietà dei locali. L'astronomo verrà persino invitato a modificare il tracciato dell'orologio solare, perché, ma si scoprirà solo dopo, sarebbe passata proprio sopra l'accesso segreto ad una cripta dove erano sepolti dei notabili locali. Infine vi sarà la riflessione di Peters, che oramai anziano ed a casa nella natia Danimarca si ricorderà dei trascorsi siciliani sempre in dubbio fra la fede cristiana e la ragione della scienza.

## Produzione
Il film, tratto dalla omonima opera di Vanni Ronsisvalle (edita da Sellerio nel 1989), romanza la realizzazione della meridiana della Cattedrale di Acireale da parte dello scienziato danese Christian Heinrich Friedrich Peters (1813-1883).

Girato in soli 23 giorni in gran parte nei luoghi originali della vicenda, ha la particolarità di veder affidato ad una donna, l'attrice Marisa Fabbri, uno dei ruoli maschili principali, quello del canonico Stupendo. Una designazione certamente originale ma, alla resa dei conti, decisamente riuscita. Le scene girate nella cattedrale sono state in realtà realizzate sia all'interno dell'Università degli Studi di Catania, che dentro la chiesa di San Francesco Borgia, mentre gli esterni innevati sono stati girati all'Argentario.

## Accoglienza

### Critica
Apprezzata anche se difficile opera prima, "il film ha un'intensità drammatica e crede nel piacere illuministico"; "cinematograficamente risulta un po' lento, uno di quei film di nicchia che riescono ad attrarre un pubblico colto, attento nei confronti di storie tanto singolari", tuttavia "a teatro sarebbe di tutt'altra portata, potrebbe davvero coinvolgere il pubblico, renderlo quasi parte integrante della vicenda." Viene inoltre riscontrata un'impostazione televisiva della regia, ma anche una sua riconoscibile espressività visiva: per il lavoro infatti è stato stanziato un "basso costo ma non si vede per una pellicola dall'andamento onirico, in cui la trama è esile ma l'atmosfera è intrigante quanto un bel noir".

## Riconoscimenti
- Menzione speciale ai Globi d'oro 2003